# Сен-Партан
Сен-Парта́н (фр. Saint-Parthem, окс. Sent Partèm) — коммуна во Франции, находится в регионе Окситания. Департамент — Аверон. Входит в состав кантона Деказвиль. Округ коммуны — Вильфранш-де-Руэрг.
Код INSEE коммуны — 12240.
Коммуна расположена приблизительно в 470 км к югу от Парижа, в 135 км северо-восточнее Тулузы, в 37 км к северо-западу от Родеза.

## Население
Население коммуны на 2008 год составляло 415 человек.
| 1962 | 1968 | 1975 | 1982 | 1990 | 1999 | 2008 |
| ---- | ---- | ---- | ---- | ---- | ---- | ---- |
| 517  | 569  | 540  | 515  | 466  | 445  | 415  |

## Администрация
| Период | Период | Фамилия         | Партия | Примечания |
| ------ | ------ | --------------- | ------ | ---------- |
| 2001   | 2008   | Реймон Молена   |        |            |
| 2008   |        | Жан-Мишель Рейн |        |            |

## Экономика
В 2007 году среди 241 человек в трудоспособном возрасте (15—64 лет) 176 были экономически активными, 65 — неактивными (показатель активности — 73,0 %, в 1999 году было 65,3 %). Из 176 активных работали 159 человек (88 мужчин и 71 женщина), безработных было 17 (8 мужчин и 9 женщин). Среди 65 неактивных 10 человек были учениками или студентами, 32 — пенсионерами, 23 были неактивными по другим причинам.

## Достопримечательности
- Церковь Сен-Партан в романском стиле и каменный крест XVI века
- Замок Жиронд XI века
- Часовня Жиронд

## Фотогалерея
- Центральная улица
- Церковь Сен-Партан
- Карта коммуны